# Fatutaka
Fatutaka (conosciuta anche come Fatu Taka o Patu Taka) è una piccola isola di origine vulcanica, facente parte del gruppo delle Isole Santa Cruz. È il punto più a Est delle Isole Salomone.
L'isola, disabitata, è quel che resta di un vulcano estinto. Il terreno è prevalentemente roccioso e non particolarmente fertile. È ubicata a circa 50 km a sudovest di Anuta.
Fu scoperta il 12 agosto 1791 dall'ufficiale britannico Edward Edwards, comandante della fregata HMS Pandora. Edwards dette all'isola il nome Mitre Island, dal momento che un promontorio dell'isola aveva la forma di una mitra vescovile.